# Fratelli dell'istruzione cristiana di San Gabriele
I Fratelli dell'Istruzione Cristiana di San Gabriele (in latino Institutum Fratrum instructionis christianae a S.Gabriele) sono un istituto religioso maschile di diritto pontificio: i membri di questa congregazione laicale, detti popolarmante Gabrielisti, pospongono al loro nome la sigla S.G.

## Storia

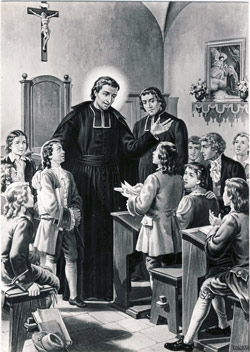
Luigi de Monfort visita la sua scuola di carità: immagine votiva

La congregazione trae origine dalla scuola di carità fondata da Louis-Marie Grignion de Montfort attorno al 1715 a Saint-Laurent-sur-Sèvre, gestita da insegnanti religiosi laici (fratelli) della Compagnia di Maria (detti Fratelli dello Spirito Santo).
Gabriel Deshayes (1767-1841), eletto superiore generale della Compagnia nel 1821, volle rianimare la comunità insegnante: egli aveva già istituito nel 1815 ad Auray una fraternità simile, poi affidata a Jean-Marie de La Mennais e confluita nei Fratelli dell'Istruzione Cristiana di Ploërmel. Il 15 ottobre 1853 i Fratelli dello Spirito Santo ebbero una casa autonoma e vennero costituiti in congregazione indipendente, dotata di legislazione propria.
L'istituto, che in onore di Deshayes venne intitolato a San Gabriele, ottenne il riconoscimento civile da Napoleone III il 3 marzo 1853 e venne approvato dalla Santa Sede il 19 febbraio 1910.

## Attività e diffusione
La congregazione è totalmente dedicata all'educazione della gioventù, anche in terra di missione: gestiscono anche scuole per ciechi e sordomuti.
L'abito dei religiosi è costituito da una veste talare con mantello neri e facciole blu; sul capo portano lo zucchetto e il cappello ecclesiastico e ai piedi scarpe con le stringhe.
Sono presenti in Europa (Belgio, Francia, Italia, Spagna), in America (Brasile, Canada), in Africa (Camerun, Gabon, Guinea, Kenya, Madagascar, Mauritius, Repubblica Centrafricana, Repubblica del Congo, Repubblica Democratica del Congo, Ruanda, Senegal, Tanzania), in Asia Birmania, (Filippine, India, Malaysia, Singapore, Sri Lanka, Thailandia) e in Oceania (Figi, Papua Nuova Guinea, Tonga): la sede generalizia è a Roma.
Al 31 dicembre 2005, la congregazione contava 259 case e 1.261 religiosi, 26 dei quali sacerdoti.